# Elstree Airfield
Elstree Airfield (engelska: London Elstree Aerodrome) är en flygplats i Storbritannien.   Den ligger i grevskapet Hertfordshire och riksdelen England, i den södra delen av landet, 21 km nordväst om huvudstaden London. Elstree Airfield ligger 95 meter över havet.
Terrängen runt Elstree Airfield är platt. Runt Elstree Airfield är det mycket tätbefolkat, med 3 249 invånare per kvadratkilometer. Närmaste större samhälle är Watford, 4,8 km väster om Elstree Airfield. Trakten runt Elstree Airfield består i huvudsak av gräsmarker.